# Юзюк Наталія Федорівна
Юзюк Наталія Федорівна (нар. 6 березня 1950 р.) — старший викладач кафедри музичного мистецтва, Відмінник народної освіти України, вчитель-методист вищої кваліфікаційної категорії.

## Біографічні відомості
У 1973 році закінчила Львівську державну консерваторію ім. М. В. Лисенка, клас фортепіано доцента О. Ф. Качевої. У 1972-75 рр концертмейстер Львівського академічного театру ім. Івана Франка (тепер Львівський національний академічний театр опери та балету імені Соломії Крушельницької. Від 1975 року — викладач, концертмейстер Львівського музично-педагогічного училища (тепер — кафедри музичного мистецтва факультету культури і мистецтв Львівського національного університету імені Івана Франка). Від 1999 року до 2010 р. (за сумісництвом) — викладач фортепіано, концертмейстер кафедри театрознавства і акторської майстерності Львівського національного університету імені Івана Франка (клас постановки голосу нар. арт. України, професора В. Ігнатенка). Від 2007 року — старший викладач кафедри музичного мистецтва факультету культури і мистецтв ЛНУ ім. І.Франка.

### Творчий та науковий доробок
- Підготувала Дипломанта І-го Всеукраїнського конкурсу піаністів педучилищ (О.Феник, м. Львів, 1992).

- Здійснила численні записи на Львівському обласному радіо і телебаченні (як концертмейстер із провідними співаками Львівського національного академічного театру опери та балету імені Соломії Крушельницької);

- В 1993—1994 рр. виступала у складі симфонічного оркестру Львівської державної філармонії у міжнародних фестивалях духовної музики у Польщі (Варшава, Краків)

- Має два диски «Заспівай про Україну: Співає Марія Галій» та « У вінок Кобзареві: Співає Богдан Базиликут».
- Автор і режисер низки (біля 40) тематичних просвітницьких концертів, присвячених видатним постатям української культури, з якими студенти класу виступають перед студентською аудиторією кафедри, учнями освітніх закладів міста та району, а також перед вчителями предметів естетичного циклу на засіданнях Науково-методичного центру освіти м. Львова: «Україно моя прекрасна, пісень і волі сторона» (концерт пам'яті поета О. Олеся, 1999); «Краю мій — любов моя!» (2000); «Наш дивний світ такий, як казка» (ювілей В. Сухомлинського, 2004); «Граємо музику М. Скорика!» (2005); «Визначні композитори Галицького краю» (2005); «Україно — ти моя молитва!» (концерт пам'яті поета В. Симоненка , 2006), «Вітаю Благовіщення Свободи!» (2006); «Якби мені дістати струн живих» (Леся Українка і музика, 2008); «Концерт з творів А. Кос-Анатольського» (До 100-річчя від дня народження, 2009); «Музичні проліски» (2002); «Великодня веселка» (2002); «Музика — Forever!» (2004); «Музикуємо у колі друзів (Play together!)» (презентація ансамблевих перекладів популярних музичних творів, 2009); «Музична мозаїка in Retro», 2010); «Знайомство з музичними інструментами» (2011); «Фортепіанна музика українських композиторів В. Барвінського, Н. Нижанківського, С. Людкевича, М. Скорика — цьогорічних ювілярів» (2013); «Учітеся, брати мої!» (Вшанування 200-літнього ювілею Т. Шевченка) (2014) тощо.
- Є автором 48 друкованих статей, серед них:  Навчальні Програми та шість навчально-методичних посібників з грифами Міністерства освіти та науки України, чотири посібники з грифами Навчально-методичного центру освіти м. Львова, а також статті у спеціалізованих наукових виданнях, журналах «Просценіум», «Дзвін» тощо.
- У доробку також дві Навчальні програми, затверджених МОН України (2004) та 7 опублікованих навчально-методичних посібників з грифами Міністерства (2006—2015).

## Нагороди
- Дві Подяки від ректора ЛНУ ім. Івана Франка: «За сумлінну працю, вагомі здобутки в науковій і педагогічній діяльності» (2002 р.); «За багаторічну сумлінну працю та значні здобутки у науково-педагогічній діяльності» (2010 р.);

- Грамота від декана факультету культури і мистецтв: «За значні досягнення в педагогічній та науковій діяльності» (2015 р.);

- Дві Грамоти від Управління освіти департаменту гуманітарної та соціальної політики Львівської міської ради: «За творчу співпрацю з освітніми закладами міста» (2005 р.); «За творчу співпрацю у розробці методичних матеріалів для учителів музичного мистецтва навчальних закладів м. Львова» (2011 р.);

- Численні Подяки від дирекції Львівського обласного Інституту післядипломної педагогічної освіти, від Товариств «Просвіта» та «Рідна школа», «Надсяння», від  керівництва загальноосвітніх та музичних шкіл міста тощо.

Методичні принципи педагогічної діяльності викладача
Викладач  Юзюк Н. Ф. досліджує проблему пошуку оптимальних шляхів і форм поступового переходу від репродуктивної та авторитарної освіти до освіти творчої та інноваційної, намагаючись знаходити можливості індивідуального   впливу   на формування самосвідомості  у своїх студентів, на розвиток їх ерудиції, емоційно-вольових якостей та духовно-ціннісної орієнтації тощо, пов'язуючи розгляд цього питання з визначенням пріоритетів навчального процесу на уроці фортепіано в аспекті естетичного виховання майбутнього вчителя музики сучасної української школи через регенерацію джерел інтелектуальної емоційності. Значну увагу викладач Юзюк Н. Ф. приділяє просвітницькій концертній діяльності студентів свого класу, вважаючи це важливою умовою їх професійного зростання, відтак її вихованці щорічно готують творчі звіти і різноманітні тематичні концерти-лекції, присвячені видатним постатям української культури, з якими виступають як перед студентською аудиторією, так і  школярами  загальноосвітніх та музичних  шкіл міста і області.  